# Cibali (métro de Catane)
Cibali est une station de la ligne unique du métro de Catane. Elle est située dans le quartier Cibali (it) à Catane, sur l'île de Sicile en Italie..
Elle est en correspondance avec la gare de Cibali.

## Situation sur le réseau

Plan du métro.

Établie en souterrain, Cibali est une station de passage de la ligne unique du métro de Catane. Elle est située entre la station San Nullo, en direction du terminus ouest Nesima, et la station Milo, en direction du terminus sud-est Stesicoro.
Elle dispose des deux voies de la ligne encadrées par deux quais latéraux.

## Histoire
La station Cibali,  est mise en service le 27 juillet 2021, sur la section déjà en service, depuis 2017, de Borgo à Nesima. Le retard pris pour l'ouverture de la station a plusieurs causes : il débute par des problèmes hydrogéologiques, puis un changement de société et la finition du chantier est encore repoussée avec la pandémie de Covid-19. La station est nommée en référence au quartier éponyme qu'elle dessert.

## Services aux voyageurs

### Accès et accueil
La station dispose de trois accès : via Bergamo, une bouche d'accès avec un escalier fixe et un ascenseur en surface ; sur le quai de la gare de Cibali une bouche avec escalier fixe accessible par la via Galermo ; et au sud de la ligne de chemin de fer en surface à Borgo-Sanzio, une bouche avec un escalier fixe et un ascenseur de surface. La station est accessible aux personnes à la mobilité réduite. Elle est équipée d'automates pour l'achat de titres de transport.

### Desserte
Cibali est desservie par les rames qui circulent sur la ligne unique du réseau, entre Nesima et Stesicoro.

### Intermodalité
Elle est en correspondance directe avec la gare de Cibali, une bouche avec un escalier fixe est présente sur le quai.

## À proximité
- Stade Angelo-Massimino
- Université de Catane